# The Next Corner

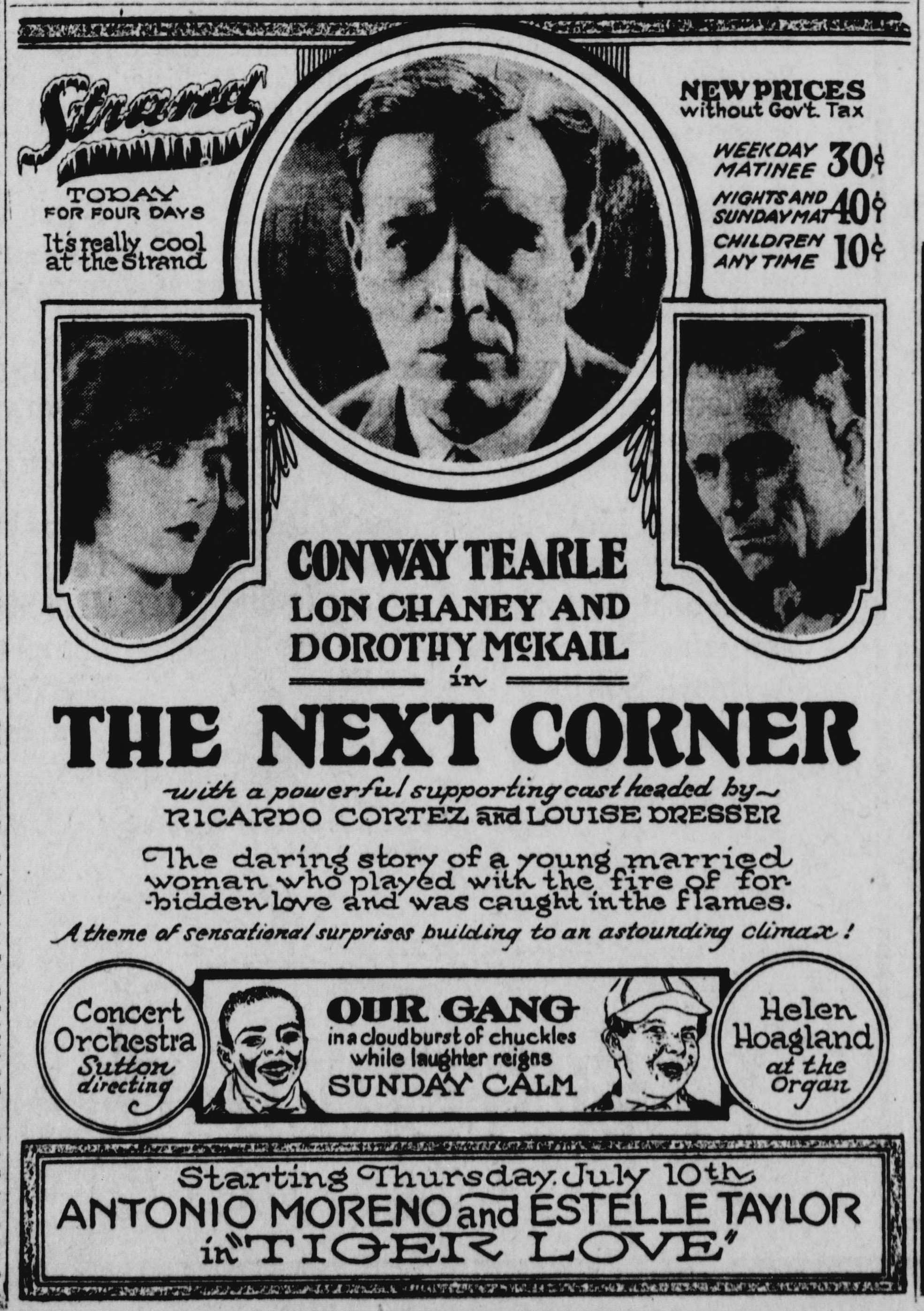
Anunci de la pel·lícula

The Next Corner és una pel·lícula muda dirigida per Sam Wood per a la Paramount i protagonitzada per Conway Tearle, Dorothy Mackaill i Lon Chaney. Basada en la novel·la homònima de Kate Jordan, la pel·lícula es va estrenar el 18 de febrer de 1924. Es tracta d’una pel·lícula perduda.

## Argument
Descuidada per un marit sempre ocupat, Elsie Maury s'enamora de Don Arturo, un noble espanyol. Donat que el marit és fora, es deixa portar a casa seva, fora de París. Sentint remordiments de consciència escriu una carta al seu marit però l'Arturo la llegeix i intenta evitar que l’acabi enviant. Elsie està a punt de cedir quan Don Arturo es assassinat per un camperol, a la filla del qual ha traït. Elsie fuig, torna amb el seu marit i espera l'arribada de la carta. La carta ha quedat en mans de Serafin, el germanastre d’Arturo i aquest intenta seduir Elsie. En no aconseguir-ho se suïcida. Elsie dona la carta al seu marit, el sobre conté només paper en blanc ja que Arturo havia substituït la carta. Elsie ho confessa tot al seu marit i és perdonada.

## Repartiment
- Conway Tearle (Robert Maury)
- Lon Chaney (Juan Serafin)
- Dorothy Mackaill (Elsie Maury)
- Ricardo Cortez (Don Arturo)
- Louise Dresser (Nina Race)
- Dorothy Cumming (Paula Vrain)
- Remea Radzina (comtessa Longueval)
- Bertha Feducha (Julie, criada d’Elsie)
- Bernard Siegel (l'estrany)